# Stuff (film)
Stuff – krótki film dokumentalny wydany w 1993 roku, którego autorami są Johnny Depp i wokalista Butthole Surfers, Gibby Haynes.
Celem powstania filmu było okazanie chaosu w życiu Johna Frusciante po długotrwałym przyjmowaniu narkotyków. Film przedstawia dom muzyka w Venice Beach, Kalifornia. Film był jednokrotnie nadany w holenderskiej telewizji VPRO w programie Lola da Musica. Został wydany w latach 90. XX wieku jako promocyjne VHS. Na filmie można usłyszeć utwór "Untitled#2" z albumu Niandra Lades and Usually Just a T-Shirt z poematem czytanym w rytm muzyki.

## Piosenki pojawiające się na filmie
1. "Unknown" (intro do Untitled #5)  - 1:14
2. "Running Away Into You" - 1:52
3. "Untitled #2" (With poem) - 4:18
4. "Untitled #3" - 1:48
5. "Hallelujah" (Leonard Cohen) - 2:16